# Fort Morgan (Alabama)
Fort Morgan ist eine Befestigungsanlage auf einer Landzunge an der Einfahrt zur Mobile Bay und somit zum Hafen von Mobile, Alabama, im Süden der USA. Benannt wurde es nach einem Teilnehmer des Amerikanischen Unabhängigkeitskriegs, Daniel Morgan.

## Geschichte
Der Bau wurde 1819 begonnen und zu Beginn des Jahres 1834 vollendet. Danach erfolgte unverzüglich die Belegung mit Truppen.
Nach der Sezession der Südstaaten 1860 zogen sich die Unionstruppen aus der Festung zurück, die zunächst von der Alabama-Miliz besetzt wurde. In den folgenden Jahren bewährte sich das Fort als Wachposten der stark frequentierten Hafeneinfahrt, da die Stadt Mobile bevorzugter Anlaufpunkt für Blockadebrecher und anderweitige Versorgungsschiffe war.

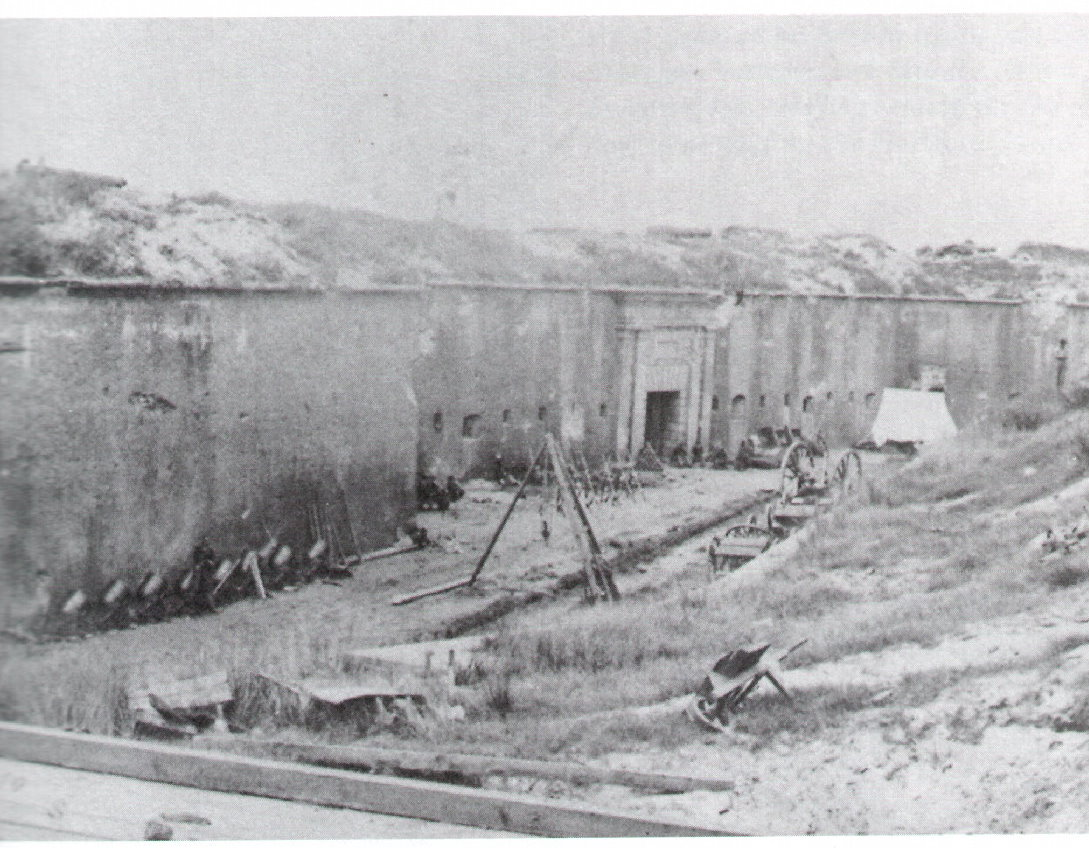
Grabentor der Zitadelle

Am 8. August 1864 begannen die Unionstruppen im Rahmen der Schlacht in der Mobile Bay mit etwa 5.000 Mann die Belagerung, deren ungewöhnlich starker Artilleriebeschuss (von See als auch von Land) in dem eingekreisten Werk starke Schäden verursachte (die Kasernen brannten völlig aus und wurden später nicht wieder aufgebaut). Nachdem die Lage aussichtslos geworden war – der Militärbefehlshaber von Mobile war nicht in der Lage, irgendwelche Entsatztruppen aufzustellen – entschloss sich der Festungskommandant der Konföderierten, General Richard L. Page, am 23. August 1864 zur Kapitulation.
Das stark zerstörte Fort wurde wieder aufgebaut, im Ersten Weltkrieg bautechnisch verstärkt (an verschiedenen Abschnitten Einbringung von Betonverstärkungen) und auch noch während des Zweiten Weltkrieges in seiner ursprünglichen Aufgabe als Wachposten von Mobile Bay eingesetzt. Es waren sowohl Land-, See- als auch Flugabwehrgeschütze aufgestellt.
Am 19. Dezember 1960 wurde die Festung zum National Historic Landmark erklärt.
Seit 2007 befindet sich dieses Fort, das architektonisch als eines der schönsten in der Neuen Welt bezeichnet wird, auf der Liste der zehn am meisten bedrohten nationalen Denkmäler der USA.